# Caridad Jerez
Caridad Jerez Castellanos (Palma de Mallorca, 23 de enero de 1991) es una atleta española especializada, entre otras disciplinas, en las carreras de vallas de 60 y 100 metros, y relevos. Ha sido proclamada campeona de España de atletismo (tanto en exterior como pista cubierta) en las modalidades de 60 y 100 metros vallas y de relevos de 4 x 100 metros.

## Carrera
Comenzó su carrera deportiva de alto nivel en el año 2009, participando en el Campeonato Europeo de Atletismo Sub-20 que se celebraba en la ciudad serbia de Novi Sad, donde compitió en la modalidad de 100 metros vallas, quedando decimoséptima en la clasificación, con un tiempo de 14,25 segundos. Al año siguiente, en el Campeonato Mundial Júnior de Atletismo	de Moncton (Canadá) participó en las carreras de 100 metros vallas y de relevos en 4 x 100 metros, quedando fuera de la final en ambos casos.
En 2014, en el Campeonato Europeo de Atletismo de Suiza volvía a quedar fuera de la final, tras no superar un tiempo de 13,13 segundos en los 100 metros vallas. Al año siguiente, volvía a quedar fuera de las finales en el Campeonato Europeo de Atletismo en Pista Cubierta, celebrado en Praga donde participaba en la prueba de 60 metros vallas, y en el Campeonato Mundial de Atletismo de Pekín, esta vez en 100 metros vallas.
En 2016 participó por primera vez en unos Juegos Olímpicos. En Río 2016 quedó alejada de los puestos principales, dejando la presencia española en un trigésimo séptimo puesto en los 100 metros vallas, con 13,26 segundos. Otros eventos deportivos a nivel internacional en los que ha concurrido fueron el Campeonato Europeo de Atletismo en Pista Cubierta de 2017 de Belgrado, donde quedó decimoctava en la clasificación de los 60 metros vallas (8,26 segundos); el Campeonato Europeo de Atletismo de Berlín (2018), eliminada en la clasificación al quedar vigésimo cuarta en los 100 metros vallas (15,34 s.); o en 2019 en la segunda edición de los Juegos Europeos de Minsk, donde obtuvo su mejor resultado, al quedar sexta en los 100 metros vallas, al dejar una marca de 13,28 segundos.
En disciplina nacional, Caridad Jerez ha sido proclamada campeona de España en las modalidades de 60 y 100 metros vallas, así como parte del equipo de relevos de 4 x 100 metros en diversas ocasiones. Lo fue en 2011, en Málaga, en 100 metros vallas (13,72 s.) y relevos 4 x 100 metros (46,37 s.); en 2015, en las mismas categorías; en 2016 y 2018, en 100 metros vallas (13,15 s. y 13,41 s., respectivamente); y en 2019 en el equipo de relevos (44,67 s.). También ha sido tetracampeona española en la parcela de pista cubierta al ganar en la modalidad de 60 metros vallas en los años 2016 (8,25 s.), 2017 (8,11 s.), 2018 (8,35 s.) y 2019 (8,32 s.). En la edición de 2020, antes de suspenderse toda la temporada por la pandemia del coronavirus, celebrado en Orense, Jerez ganaba la medalla de plata en el campeonato nacional en los 60 metros vallas, con un tiempo de 8,09 segundos, que supuso su mejor marca personal.
En el plano personal, Caridad ha estudiado Magisterio de Educación Primaria por la Universidad Internacional de La Rioja.

## Resultados

### Por temporada
| Representando a España | Representando a España                              | Representando a España | Representando a España | Representando a España | Representando a España |
| ---------------------- | --------------------------------------------------- | ---------------------- | ---------------------- | ---------------------- | ---------------------- |
| Año                    | Competición                                         | Lugar                  | Puesto                 | Modalidad              | Marca                  |
| 2009                   | Campeonato Europeo de Atletismo Sub-20              | Novi Sad               | 17.ª (q)               | 100 metros vallas      | 14,25 s.               |
| 2010                   | Campeonato Mundial Júnior de Atletismo              | Moncton                | 23ª (q)                | 100 metros vallas      | 13,98 s.               |
| 2010                   | Campeonato Mundial Júnior de Atletismo              | Moncton                | 14.ª (q)               | Relevos 4 x 100        | 43,36 s.               |
| 2011                   | Campeonato Europeo de Atletismo Sub-23              | Ostrava                | 12.ª (q)               | 100 metros vallas      | 13,81 s.               |
| 2011                   | Campeonato de España de Atletismo                   | Málaga                 | 1.ª                    | 100 metros vallas      | 13,72 s.               |
| 2011                   | Campeonato de España de Atletismo                   | Málaga                 | 1.ª                    | Relevos 4 x 100        | 46,37 s.               |
| 2012                   | Campeonato de España de Atletismo                   | Pamplona               | 2.ª                    | Heptatlón              | 5021 pts.              |
| 2014                   | Campeonato Europeo de Atletismo                     | Zúrich                 | 21ª (q)                | 100 metros vallas      | 13,13 s.               |
| 2014                   | Campeonato de España de Atletismo                   | Alcobendas             | 1.ª                    | 100 metros vallas      | 13,09 s.               |
| 2015                   | Campeonato Europeo de Atletismo en Pista Cubierta   | Praga                  | 21ª (q)                | 60 metros vallas       | 8,20 s.                |
| 2015                   | Campeonato de España de Atletismo                   | Castellón              | 1.ª                    | 100 metros vallas      | 13,03 s.               |
| 2015                   | Campeonato de España de Atletismo                   | Castellón              | 1.ª                    | Relevos 4 x 100        | 45,73 s.               |
| 2015                   | Campeonato Mundial de Atletismo                     | Pekín                  | 29ª (q)                | 100 metros vallas      | 13,27 s.               |
| 2016                   | Campeonato de España de Atletismo en pista cubierta | Madrid                 | 2.ª                    | 60 metros              | 7,43 s.                |
| 2016                   | Campeonato de España de Atletismo en pista cubierta | Madrid                 | 1.ª                    | 60 metros vallas       | 8,25 s.                |
| 2016                   | Campeonato Europeo de Atletismo                     | Ámsterdam              | 12.ª (q)               | 100 metros vallas      | 13,21 s.               |
| 2016                   | Campeonato de España de Atletismo                   | Gijón                  | 1.ª                    | 100 metros vallas      | 13,15 s.               |
| 2016                   | Juegos Olímpicos                                    | Río de Janeiro         | 37ª (q)                | 100 metros vallas      | 13,26 s.               |
| 2017                   | Campeonato de España de Atletismo en pista cubierta | Salamanca              | 1.ª                    | 60 metros vallas       | 8,11 s.                |
| 2017                   | Campeonato Europeo de Atletismo en Pista Cubierta   | Belgrado               | 18.ª (q)               | 60 metros vallas       | 8,26 s.                |
| 2018                   | Campeonato de España de Atletismo en pista cubierta | Valencia               | 1.ª                    | 60 metros vallas       | 8,35 s.                |
| 2018                   | Juegos Mediterráneos                                | Tarragona              | 5.ª                    | 100 metros vallas      | 13,40 s.               |
| 2018                   | Campeonato de España de Atletismo                   | Getafe                 | 1.ª                    | 100 metros vallas      | 13,41 s.               |
| 2018                   | Campeonato de España de Atletismo                   | Getafe                 | 3.ª                    | Relevos 4 x 100        | 44,98 s.               |
| 2018                   | Campeonato Europeo de Atletismo                     | Berlín                 | 24ª (sf)               | 100 metros vallas      | 15,34 s.               |
| 2019                   | Campeonato de España de Atletismo en pista cubierta | Antequera              | 1.ª                    | 60 metros vallas       | 8,32 s.                |
| 2019                   | Campeonato Europeo de Atletismo en Pista Cubierta   | Glasgow                | 25ª (q)                | 60 metros vallas       | 8,38 s.                |
| 2019                   | Campeonato de España de Atletismo                   | La Nucia               | 1.ª                    | Relevos 4 x 100        | 44,67 s.               |
| 2019                   | Juegos Europeos                                     | Minsk                  | 6.ª                    | 100 metros vallas      | 13,28 s.               |
| 2020                   | Campeonato de España de Atletismo en pista cubierta | Orense                 | 2.ª                    | 60 metros vallas       | 8,09 s.                |
| 2021                   | Campeonato Europeo de Atletismo en Pista Cubierta   | Toruń                  | 35ª (q)                | 60 metros vallas       | 8,29 s.                |

### Mejores marcas
| Disciplina        | Marca    | Lugar     | Fecha              |
| ----------------- | -------- | --------- | ------------------ |
| 60 metros vallas  | 8,09 s.  | Orense    | 1 de marzo de 2020 |
| 100 metros vallas | 12,94 s. | Salamanca | 6 de junio de 2015 |